# إيبرهارد تسورن
إيبرهارد تسورن (بالألمانية: Eberhard Zorn) هو ضابط ألماني، ولد في 19 فبراير 1960 في ساربروكن في ألمانيا.

## روابط خارجية
- إيبرهارد تسورن على موقع مونزينجر (الألمانية)